# Zaosie (przystanek kolejowy)
Zaosie – przystanek kolejowy w Zaosiu, w województwie łódzkim, w Polsce. Na stacji zatrzymują się pociągi jeżdżące na trasie do Opoczna, Tomaszowa Mazowieckiego, Radomia oraz Koluszek.

## Ruch pasażerski
| Rok  | Wymiana pasażerska na dobę |
| ---- | -------------------------- |
| 2017 | 10-19                      |
| 2022 | 50-99                      |